# Ottenschlag im Mühlkreis

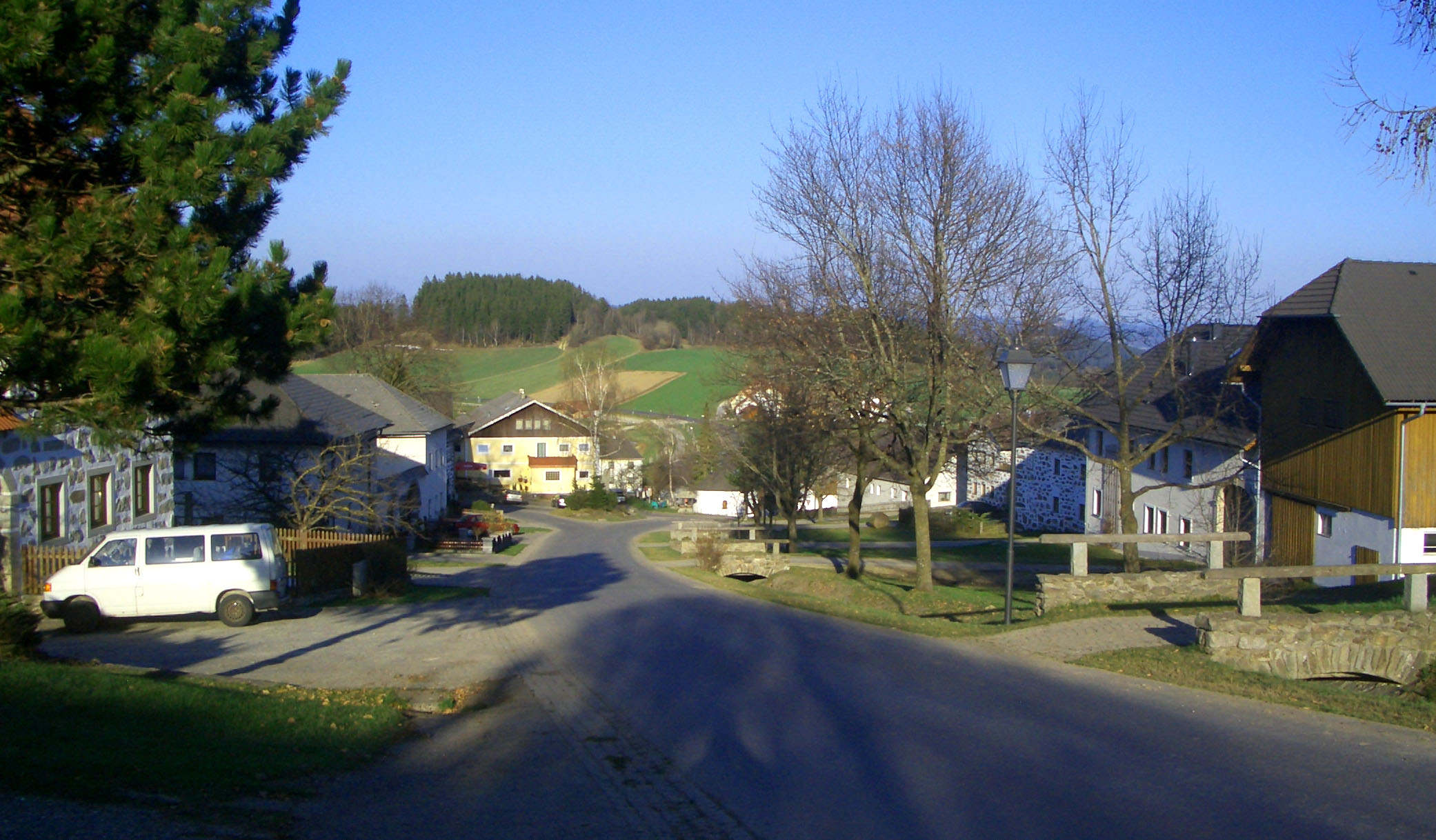
Ortsmitte

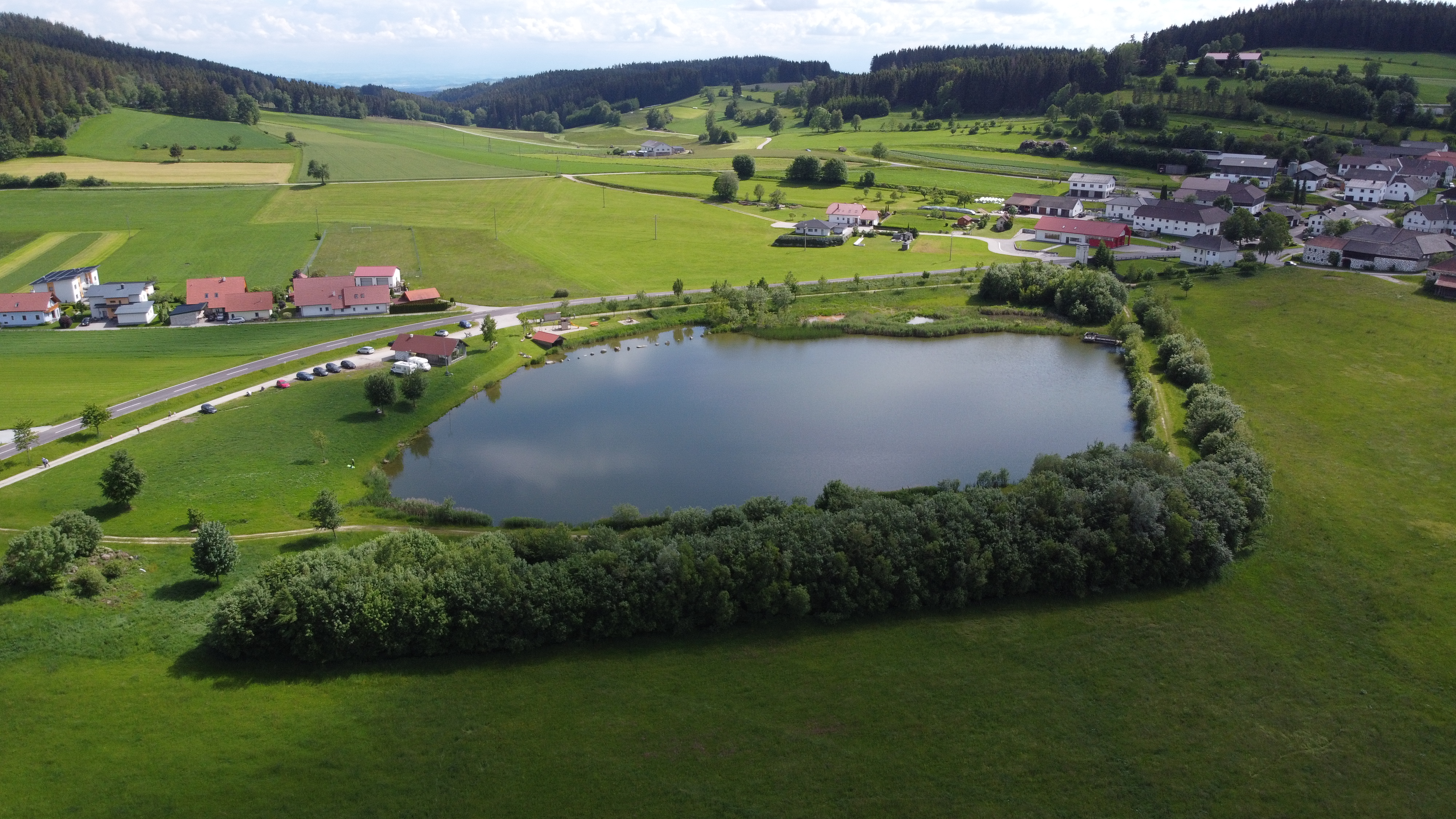
Der Landschafts- und Freizeitteich von Ottenschlag

Ottenschlag im Mühlkreis ist eine österreichische Gemeinde in Oberösterreich im Bezirk Urfahr-Umgebung im oberen Mühlviertel mit 581 Einwohnern (Stand 1. Jänner 2024).

## Geografie
Ottenschlag im Mühlkreis liegt auf 806 m Höhe im oberen Mühlviertel. Die Gemeinde gehörte bis 2012 zum Gerichtsbezirk Leonfelden und ist seit 2013 Teil des Gerichtsbezirks Freistadt. Die Ausdehnung beträgt von Nord nach Süd 6,0 km, von West nach Ost 5,1 km. Die Gesamtfläche beträgt 13,18 km².

### Gemeindegliederung
Die Gemeinde besteht aus der einzigen Katastralgemeinde Ottenschlag und gliedert sich in sechs Ortschaften (Einwohner Stand 1. Jänner 2024):
- Hadersdorf (0)
- Helmetzedt (34) samt Überländ
- Ottenschlag im Mühlkreis (198) samt Brunnfeld
- Puchberg (15)
- Rohrbach (105) samt Herndlsberg
- Wintersdorf (229) samt Eggerling, Haid und Zollerberg

### Nachbargemeinden
|                        | Schenkenfelden                              | Hirschbach im Mühlkreis |
| Reichenau im Mühlkreis | Kompassrose, die auf Nachbargemeinden zeigt | Neumarkt im Mühlkreis   |
| Haibach im Mühlkreis   | Alberndorf in der Riedmark                  |                         |

## Geschichte

### Ortsgeschichte
Den östlichen Teil, zu dem auch das Gebiet vom heutigen Ottenschlag gehört, bekam 1235 der Regensburger Domvogt Otto von Lengbach zu Lehen. Das Gründungsjahr wurde aus Urkunden errechnet auf ungefähr das Jahr 1240. Die ersten Siedler kamen aus dem Frankenland, es waren insgesamt 13 Familien. Um etwa 1270 als auch im Jahr 1277 wird der Ort erstmals urkundlich als Ottenslage erwähnt. Ottenschlag zählte aber, wie alle Neugründungen in der passauischen Riedmark zum Zehentlehen Ottos von Lengbach und ging nach dessen Tod an Herzog Friedrich II. über, der Ottenschlag 1240 als landesfürstliches Lehen an die Lobensteiner verlieh. Ursprünglich im Ostteil des Herzogtums Bayern liegend, gehörte der Ort seit dem 12. Jahrhundert zum Herzogtum Österreich, seit 1490 zum Fürstentum Österreich ob der Enns.
Der Name von Ottenschlag soll aber nicht von Otto von Lengbach stammen, sondern von einem anderen Otto, dem damaligen Rodungsleiter. Nach dem Aussterben der Lobensteiner ging Ottenschlag im Jahr 1375 in den Besitz der Starhemberger über. Nach 1411 vereinigten die Starhemberger Ottenschlag mit anderen Besitzungen in der näheren und weiteren Umgebung zu einem Amt Ottenschlag und verliehen es der Herrschaft Riedegg ein. Während der Napoleonischen Kriege (1792–1815) war der Ort mehrfach besetzt und gehört seither wieder zu Oberösterreich. Am Peterstag 1799 wurde fast das gesamt Dorf durch einen Brand eingeäschert. Nur zwei Häuser fielen dem Brand nicht zum Opfer. Die Dorfbewohner versprachen dann jährlich eine Wallfahrt nach Altenberg zu machen, damit sie von solchen Bränden in Zukunft verschont bleiben. Aus der sehr bewegten Zeit des 16., 17. und 18. Jahrhunderts sind sehr wenig geschichtliche Dokumente erhalten geblieben.
Nach der Revolution 1848 wurden aus den Katastralgemeinden politische Gemeinden gebildet. Die Gemeinde Ottenschlag gehörte von Anfang an zum Gerichtsbezirk Bad Leonfelden und mit diesem bis zum Jahr 1903 zur Bezirkshauptmannschaft Freistadt. Danach wurde die Bezirkshauptmannschaft Urfahr-Umgebung errichtet. Im Jahr 1905 wurde die Freiwillige Feuerwehr Ottenschlag gegründet. Von 1850 bis April 1938 stellten die Gemeinden eigene Bürgermeister. Danach von April 1938 bis 3. November 1949 wurde in den Gemeinden Ottenschlag, Haibach und Reichenau eine sogenannte Bürgermeisterei gebildet, was bedeutete, dass es für die drei Gemeinden nur einen Bürgermeister gab, die Gemeinden aber wirtschaftlich getrennt blieben. Nach dem Anschluss Österreichs an das Deutsche Reich am 13. März 1938 wurde Oberösterreich zum Gau Oberdonau. 1945 erfolgte die Wiederherstellung Oberösterreichs. Seit 4. November 1949 hat die Gemeinde Ottenschlag wieder einen eigenen Bürgermeister. Die Gemeinden Haibach, Ottenschlag und Reichenau bilden eine Verwaltungsgemeinschaft mit Sitz in Reichenau.
Der Rückbau des Ortsbaches mit originalgetreuen Brücken und die Errichtung von Trockensteinmauern sind Gründe dafür, dass Ottenschlag 1998 und 1999 mit dem Umweltschutzpreis des Landes Oberösterreich ausgezeichnet wurde.

## Kultur und Sehenswürdigkeiten
- Kapelle Holzjesus
- Kapelle Helmetzedt
- Kapelle Wintersdorf
- Das 50 Hektar große Landschaftsschutzgebiet Roadlberg liegt im Süden der Gemeinde und ragt auch in die Gemeinde Alberndorf. Markierte Wanderwege führen durch Mischwälder, Feuchtwälder, Blumenwiesen und Sumpfgebiete.[6][7]
- Naturschutzgebiet Stadlerwiese:[8] Diese 3,4 Hektar große Wiese am Grasbach wurde 1998 mit dem Umweltschutzpreises des Landes Oberösterreich ausgezeichnet.[7]

## Wirtschaft und Infrastruktur
In der Gemeinde wurden 2010 rund 900 Hektar von 46 Bauern landwirtschaftlich genutzt. Von den 276 Erwerbstätigen in Ottenschlag pendelten 238 zur Arbeit aus.

### Verkehr
- Straße: Ottenschlag im Mühlkreis liegt zwischen der Leonfeldener Straße B126 im Westen und der Mühlviertler Schnellstraße S10 im Osten.
- Öffentlicher Verkehr: An Schultagen gibt es täglich eine Frühverbindung nach Reichenau.[11]

## Politik

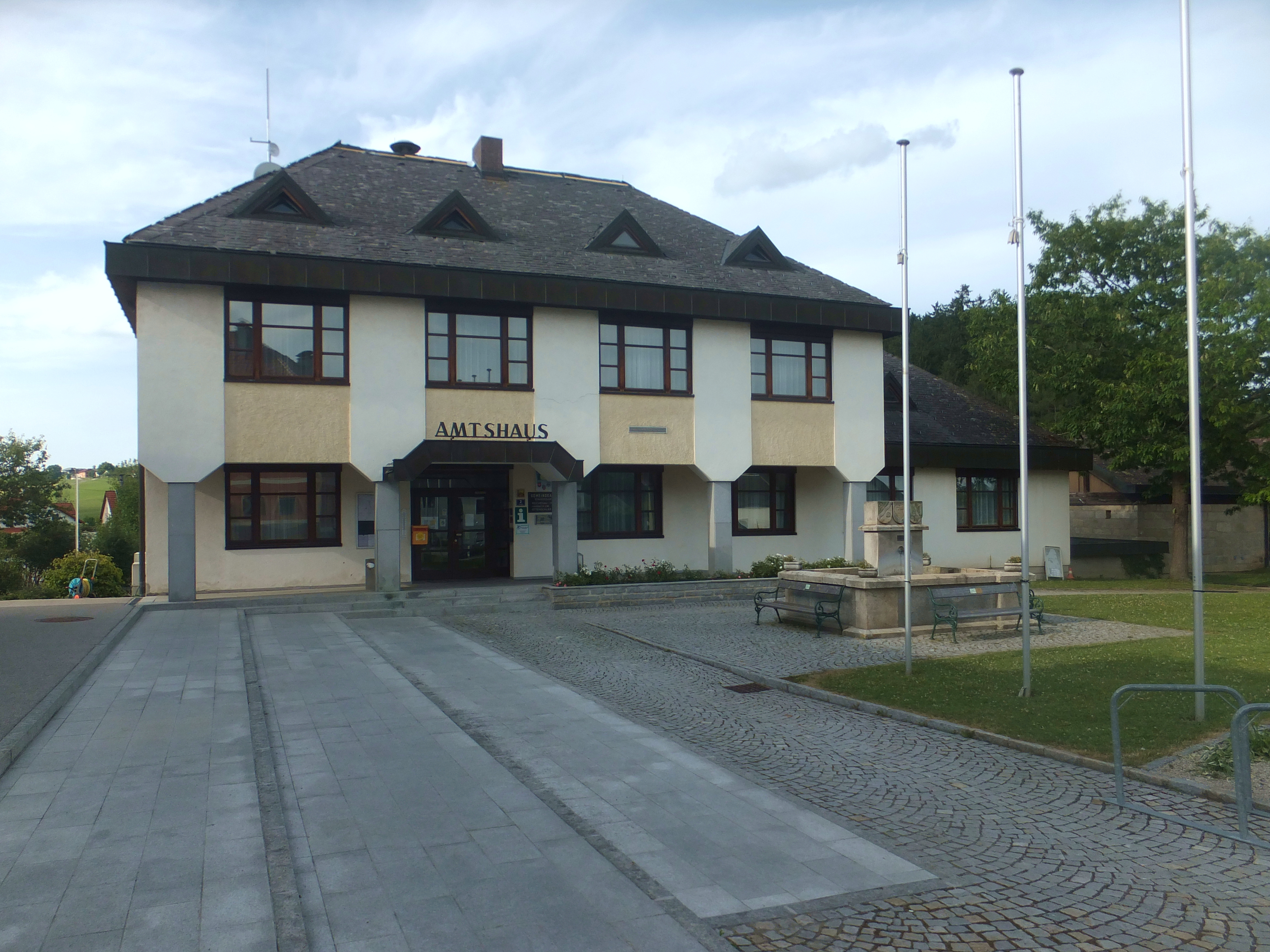
Amtshaus

### Gemeinderat
Der Gemeinderat hat insgesamt 13 Mitglieder.
- Mit den Gemeinderats- und Bürgermeisterwahlen in Oberösterreich 1997 hatte der Gemeinderat folgende Verteilung: 9 ÖVP, 3 SPÖ und 1 FPÖ.[12]

- Mit den Gemeinderats- und Bürgermeisterwahlen in Oberösterreich 2003 hatte der Gemeinderat folgende Verteilung: 9 ÖVP und 4 SPÖ.[13]

- Mit den Gemeinderats- und Bürgermeisterwahlen in Oberösterreich 2009 hatte der Gemeinderat folgende Verteilung: 9 ÖVP, 3 SPÖ und 1 FPÖ.[14]

- Mit den Gemeinderats- und Bürgermeisterwahlen in Oberösterreich 2015 hatte der Gemeinderat folgende Verteilung: 8 ÖVP, 3 SPÖ und 2 FPÖ.[15]

- Mit den Gemeinderats- und Bürgermeisterwahlen in Oberösterreich 2021 hat der Gemeinderat folgende Verteilung: 9 ÖVP, 2 SPÖ und 2 FPÖ.[16]

### Bürgermeister
- 2005–2020 Franz Beirl (ÖVP)
- seit 2020 Katharina Kaltenberger (ÖVP)

### Wappen
Blasonierung:
„In Grün eine silberne, eingebogene Spitze, darin ein aufrechter Heidelbeerzweig mit grünen Blättern und blauen Früchten, rechts und links je eine silberne, einwärts gestellte Axt.“
Die Gemeindefarben sind Grün-Weiß-Blau.